# Defilé van 11 november 1943 in Oyonnax
Het defilé van 11 november 1943 in Oyonnax staat te boek als een bijzondere actie in de geschiedenis van de maquis de l'Ain et du Haut-Jura en van het Franse verzet tijdens de Tweede Wereldoorlog. Hoewel de regering van maarschalk Philippe Pétain alle ceremonies ter herdenking van de wapenstilstand in 1918 uitdrukkelijk verboden had, besloten de verzetsleiders dit verbod naast zich neer te leggen door het organiseren van een herdenkingsoptocht door de straten van Oyonnax, een stadje in bezet gebied. Daarop volgden represailles tegen de maquis en werd de burgemeester van de stad samen met zijn wethouder gefusilleerd.
De actie werd opgepikt door de media, zoals bleek op 31 december 1943, toen er in een vals nummer van Le Nouvelliste over geschreven werd. De Engelstalige pers nam het nieuws over en journalist Emmanuel d’Astier de la Vigerie bracht Winston Churchill op de hoogte van de actie. Naar verluidt overtuigde het defilé van 11 november Churchill ervan dat het Franse verzet beter bewapend moest worden.
Na de oorlog werd Oyonnax onder meer vanwege deze verzetsdaad onderscheiden met een Médaille de la Résistance, die prijkt onder het wapenschild.

## Voorbereidingen
De datum 11 november 1943 markeerde in Frankrijk de 25-jarige herdenkingsdag van de wapenstilstand in 1918. Onder leiding van Pétain verbood de Franse staat elke vorm van ceremonie om de overwinning van de geallieerden op het Duitse Rijk te herdenken. Ondanks dit verbod besloten leiders van de binnenlandse verzetsgroepen toch kransen te leggen bij een aantal herdenkingsmonumenten. Het hoofd van de maquis van de Ain, kapitein Henri Romans-Petit, organiseerde ook een optocht, om te laten zien dat maquisards (verzetsstrijders) geen terroristen waren, zoals Pétain wilde doen geloven.

### Tactieken om de bezetter te misleiden
De verzetsbeweging Mouvements unis de la Résistance (M.U.R.) had opgeroepen om op 11 november 1943 samen te komen in verschillende steden, om kransen te leggen met het opschrift ‘Les vainqueurs de demain à ceux de 14-18’. Romans-Petit, de afdelingschef van het Armée secrète et des Maquis de l’Ain, besloot in het geheim om nog verder te gaan, namelijk door de verzetsstrijders gewapend aan het defilé te laten deelnemen. De plaats werd geheimgehouden. Het afdelingskantoor van de M.U.R. kreeg de plaats pas de avond van tevoren te horen. De kransleggingen vonden plaats in Bourg-en-Bresse, Nantua, Ambérieu-en-Bugey, Bellegarde-sur-Valserine, Belley, Meximieux, Hauteville-Lompnes, Virieu-le-Grand, Cormoranche-sur-Saône, Montréal-la-Cluse, Seyssel, Grièges en Saint-Rambert-en-Bugey. De inscriptie ‘Les vainqueurs de demain à ceux de 14-18’ stond op alle kransen. In Nantua verzamelden zich driehonderd mensen die na afloop van de herdenking de Marseillaise zongen.
In Oyonnax vonden belangrijke acties van het Geheime leger plaats. De manifestatie werd voorbereid door Noël Perrotot, Élie Deschamps en Gabriel Jeanjacquot, drie mannen uit Oyonnax die de stad goed kenden. Daarnaast werden twee mannen belast met het afsluiten en het beveiligen van de stad. Dit waren Henri Girousse en Edouard Bourret, die medewerking kregen van de commissaris van politie en van de kapitein van het politiebureau. Ook werd de telefooncentrale afgesloten.

### Uniforms en wapens
Alle maquisards droegen een leren vest, een groene driekwart broek, een koppelriem en een baret. Deze uniformen waren afkomstig van de eerste actie van betekenis onder leiding van Romans-Petit: de overval op de legeropslagplaats van de Chantiers de la jeunesse française in Artemare, in de nacht van 10 september 1943.
Om het beeld te creëren van een militair goed georganiseerde groep, liepen de verzetslieden ogenschijnlijk allemaal met dezelfde wapens rond. Sommige maquisards liepen echter in de optocht met houten nep-stenguns, door henzelf gefabriceerd.

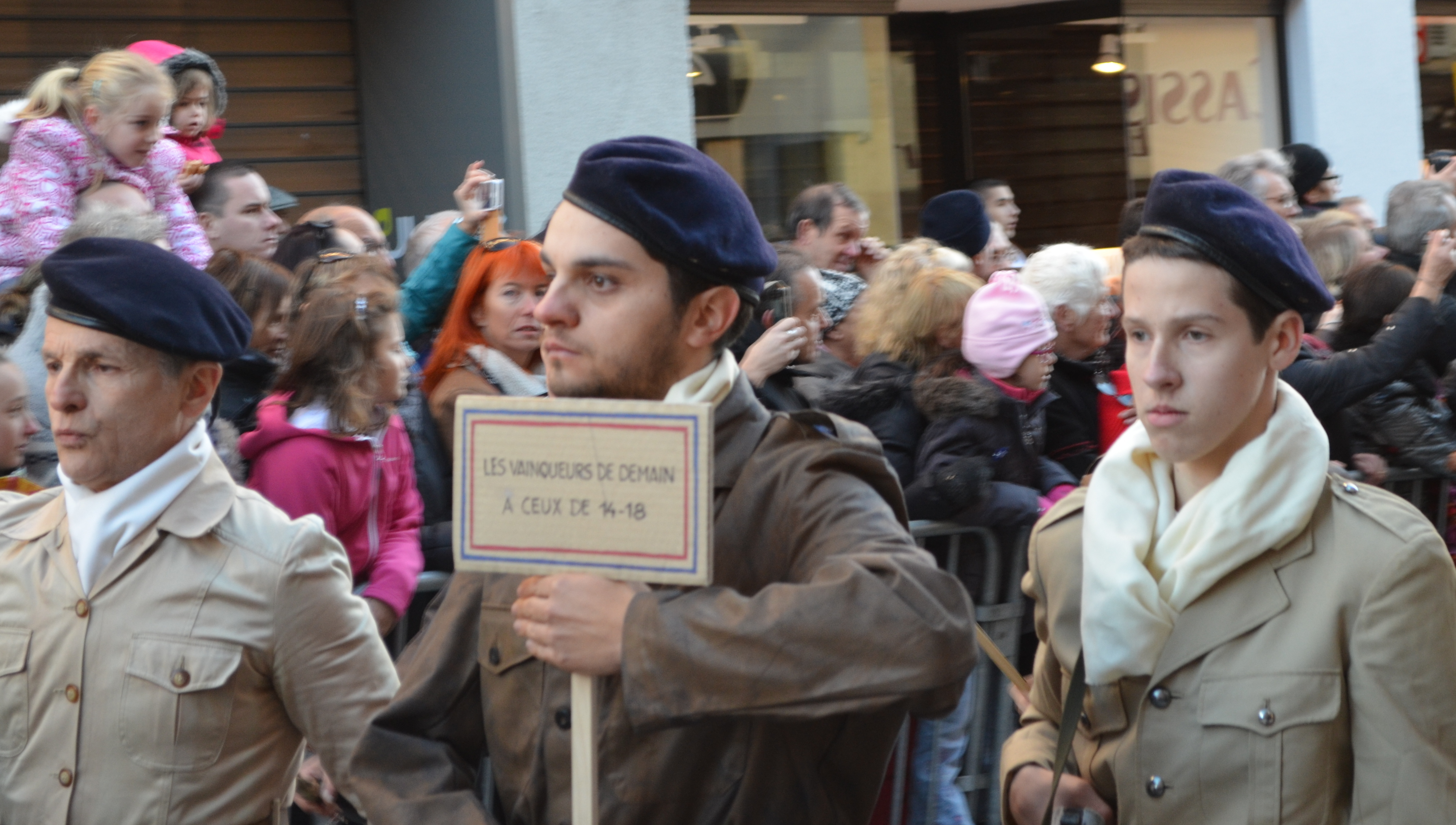
De tekst Les vainqueurs de demain à ceux de 14-18 tijdens een reconstructie van het defilé op 11 november 2013.

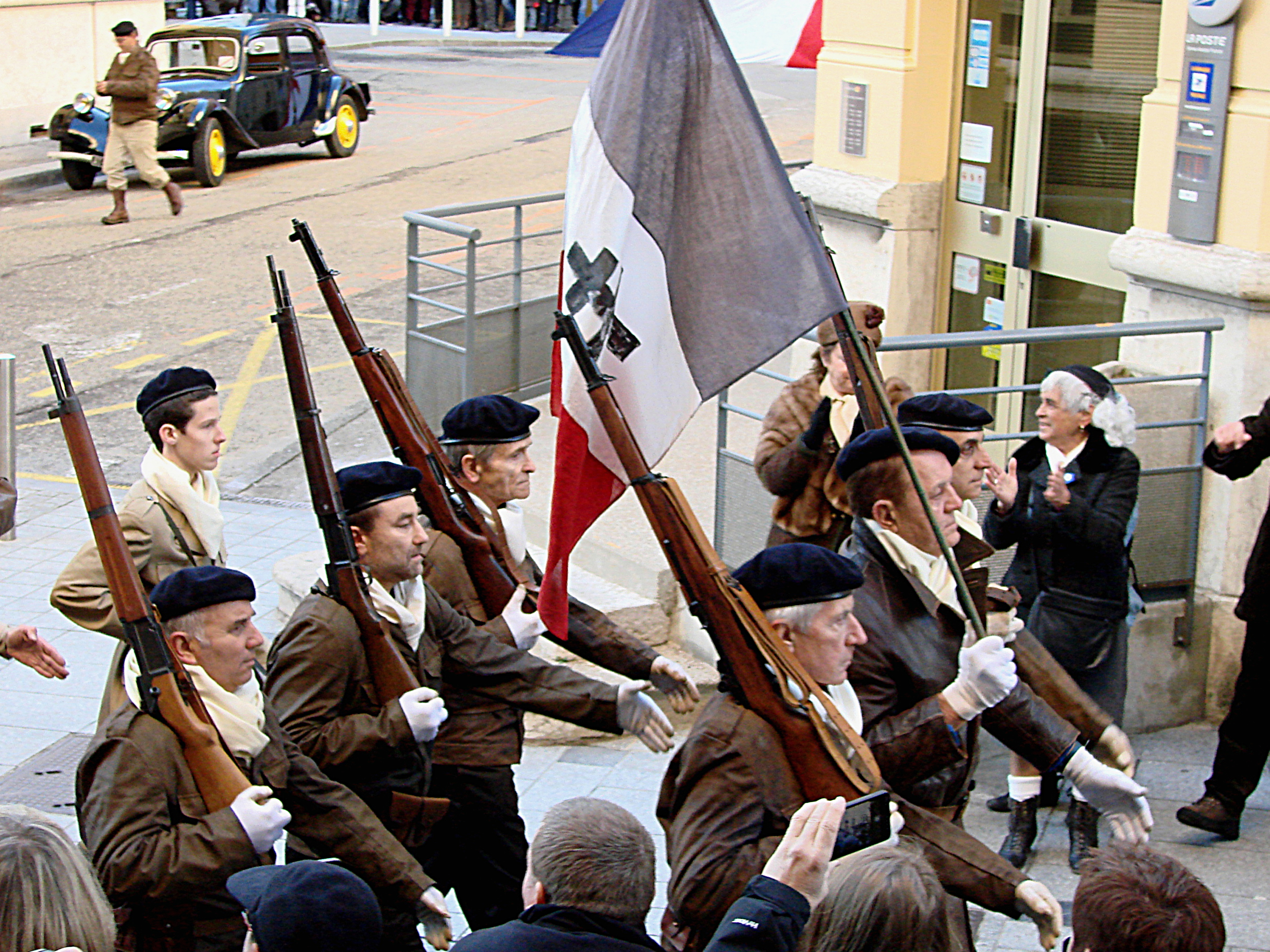
Een vlag met het Lotharingse kruis tijdens een reconstructie van het defilé op 11 november 2013 (zeventigste verjaardag).

## De optocht van 11 november 1943
Tegen de middag op deze elfde november namen ongeveer tweehonderd maquisards uit de Ain en de Haute Jura op bevel van Romans-Petit bezit van Oyonnax. Ze liepen in optocht tot het monument voor de gevallenen, begeleid door trompetgeschal. Aan het hoofd van het defilé wapperde de Franse vlag. Ze legden een krans in de vorm van het Lotharingse kruis, met de tekst 'Les vainqueurs de demain à ceux de 14-18'.
Tijdens de manifestatie waakten gemaskerde verzetslieden over de veiligheid. Dit waren inwoners van Oyonnax die in de gaten hielden of er tussen de toeschouwers geen landwachters of collaborateurs opdoken. Het masker, een band van witte stof met twee gaten voor de ogen, werd onder de baret gedragen en diende om de identiteit van de maquisards te verhullen, ter voorkoming van represailles tegen hun familieleden in de gemeente.
Na een minuut stilte en het zingen van de Marseillaise samen met de toeschouwers, vertrokken de verzetslieden onder het zingen van het Franse revanchistische lied ‘Vous n’aurez pas l’Alsace et la Lorraine’ weer naar de vrachtwagens die ze terugbrachten naar hun kampen in de bergen.

### Gelijktijdige acties
Diezelfde dag werden er kransen met eenzelfde tekst neergelegd bij de oorlogsmonumenten in Nantua, Belley, Hauteville, Meximieux, Seyssel en Saint-Rambert-en-Bugey.
In Bourg-en-Bresse gaat André Levrier, leider van de plaatselijke verzetsgroep, samen met zijn kompanen nog voor het ochtendgloren naar de sokkel waar de buste van de Franse intellectueel Edgar Quinet stond - voordat deze verwijderd werd door de Duitsers. Op die plek plaatsten ze de buste van Marianne, voorzien van de letters ‘RF’ (voor République française), samen met de Franse vlag met het Lotharingse kruis. Tegelijkertijd legde een andere groep een krans bij het monument voor de gevallenen van de Eerste Wereldoorlog. Zodra de Duitsers dit ontdekt hadden, lieten ze de krans meteen verwijderen.

## Gevolgen van het defilé

### Gevolgen in de media
Omdat het defilé van 11 november 1943 een symbolische en mediagenieke gebeurtenis was, riep het veel reacties op in Frankrijk en daarbuiten. André Jacquelin, de enige journalist bij de ondergrondse in de Ain, bracht verslag uit van de actie: hij schreef de tekst en maakte foto’s. Daarnaast werd de actie op film vastgelegd door Raymond Jaboulay, de zoon van Henri Jaboulay. De reportage van André Jacquelin werd gepubliceerd door Bir Hakeim, ‘de maandelijkse republikeinse krant die verschijnt in weerwil van de Gestapo, en in weerwil van nazi-slavendrijver Laval en het Vichy-regime’. Bir Hakeim plaatste het artikel in de uitgave van december 1943. De gebeurtenis werd ook beschreven in een vervalst nummer van le Nouvelliste, een collaborateurskrant uit Lyon (na de oorlog werd publicatie ervan verboden vanwege collaboratiepraktijken). Deze krant, gedrukt in een oplage van 30.000 stuks door de Mouvements unis de la Résistance, werd 's morgens tussen 5 en 7 uur verspreid onder de kiosken en de krantenverkopers in Lyon. De Groupes Francs van het Lyonese verzet verzorgden de distributie ervan, terwijl de echte exemplaren waren geconfisqueerd vanwege de censuur.
Aan deze apocriefe uitgave van le Nouvelliste hebben Marcel Grancher, Pierre Scize en Henry Jaboulay (zonder naamsvermelding) meegewerkt. Waarschijnlijk hielpen Eugène Pons, Yves Farge en Jacques Bergier ook mee. De foto’s en artikelen uit dit nummer werden overgenomen door de Engelstalige pers, waaronder de New York Times.

### Represailles
Op 13 november 1943 ontving de Vichyregering een rapport over de gebeurtenissen waarin stond:

[...] cette journée du 11 novembre 1943 détermine assez exactement le peu de cas qu'il est fait du gouvernement actuel […] Il apparaît utile de noter, à propos des incidents d'Oyonnax, la forte impression qu'a produit sur la population de cette ville, le défilé des “Jeunes du maquis”. […] Face aux évènements politiques qui bouleversent notre territoire et notre empire, certains n'écartent pas l'hypothèse, dans un temps prochain, d'un prompt rétablissement de l'ordre, grâce à ces cohortes encadrées par des officiers spécifiquement français.‘[…] deze 11e november laat zien dat de huidige regering er weinig tegen gedaan heeft […]
- Rapport van de gebeurtenissen door de centrale leiding, 13 november 1943.)

Uit angst dat de verzetslieden te veel sympathie van de bevolking zouden krijgen, hield de regering twee acties in Haut-Bugey om de orde te herstellen. Voor de eerste actie werd op 18 november een groep van vijfhonderd leden van de Groupes mobiles de reserves (GMR) gemobiliseerd om het verzetskamp van Matafelon-Granges aan te vallen. De weg die naar de boerderij leidde, was echter moeilijk begaanbaar en tegenvuur van de maquisards dwong de GMR-troepen om zich terug te trekken.
Een tweede aanval werd vervolgens opgezet met 1500 GMR-leden. Het kwam Elie Deschamps, een van de verzetsleiders die de optocht op 11 november hadden georganiseerd, ter ore dat enkele GMR-aanvoerders de aanval op het maquis-kamp niet zagen zitten omdat ze dachten dat er zo'n duizend verzetslieden zaten. In werkelijkheid waren dit er tijdens de eerste aanval op het kamp in Granges ongeveer negentig. Daarop zocht maquisard Élie Deschamps contact met een van de officieren van de Groupe mobile de reserves die de tweede aanval zou leiden; hij noemde de man Vincent. De twee mannen kwamen tot een akkoord: op het moment van de aanval zou het kamp geëvacueerd blijken te zijn. De GMR-troepen zouden dan een enkel wapen en wat illegale kranten tonen als bewijs voor hun 'overwinning'.
Maar de Duitsers doorzagen dit en bestraften de inefficiënte actie van de GMR. Om de bevolking te ontmoedigen het verzet te steunen, werd een razzia gehouden. Deze vond plaats in Nantua, waar 120 willekeurige mannen tussen 18 en 40 jaar oud, onder wie leerlingen van de middelbare school, werden opgepakt. De groep werd naar Compiègne gebracht en van daaruit op transport naar concentratiekamp Buchenwald gezet. Dokter Emile Mercier, aangemerkt als een van de leiders van de sectie C5 van het Geheime leger, werd door de Gestapo afgevoerd en in Maillat gefusilleerd.

### Politieke consequenties
De Engelstalige pers verspreidde enkele weken later de informatie over de optocht van 11 november 1943. Emmanuel d'Astier de La Vigerie bracht in Londen Winston Churchill op de hoogte van de actie. Naar verluidt heeft de optocht van 11 november Churchill overtuigd van het belang om het Franse verzet aan wapens te helpen. Een ander gevolg van het defilé vond een maand later plaats: in december 1943 werd de burgemeester van Oyonnax, Paul Maréchal, samen met zijn wethouder Auguste Sonthonnax gefusilleerd.

## De deelnemers aan het defilé
De deelnemers aan het defilé waren leiders van de maquis en verzetslieden uit de kampen van Morez en Corlier. Hieronder volgt een overzicht van de organisatie van de optocht:
Groupe franc (bescherming)
- Roger Tanton

Officiële leiders:
- René Mérigneux
- Henri Petit, alias Romans (leider van de maquis de l'Ain)
- Henry Jaboulay, alias Belleroche (regioleider van de maquis)
- Louis Cini
- Francis Hérin
- Charles Mohler, alias Duvernois (regionale adjunct-chef)
- Lucien Bonnet, alias Dunoir (regionaal adjunct-chef sector R1)
- Maurice Chevalier

Vlaggendragers
- Pierre Chassé, alias Ludo
- Jean Chevalier
- Raymond Mulard
- Roger Grelounaud

- Raymond Massacrier
- Charles Sartory
- Marcel Grummault
- Jean Vandeville
- Michel Jacquet

Hoornblazers
- Marcel Lugand
- Stéphane Vighetti
- Philippe Curtet

Dragers van de krans
- Marius Roche
- Julien Roche
- René Escoffier

Afdelingen
- Jean-Pierre de Lassus Saint-Geniès, alias Legrand (officier 1e afdeling, 1e afdeling - kamp Morez)
- Pierre Marcault, alias Marco (officier 2e afdeling, 2e afdeling - kamp Morez)
- Henri Girousse, alias Chabot (officier 3e afdeling, 3e afdeling - kamp Corlier)
- Jean Vaudan, alias Verduraz (officier gelidsluiters)

### Samenstelling van de afdelingen 1 en 2 van het Morezkamp
Georges Alloin · Pierre Assadas · Marc Bayon · Robert Bernachon · Jean Billard · Victor Bolcato · René Bonnaud · Georges Carroz · Jean Caufiez · Georges Cerciat · Ferutio Charadia · Noël Chavasse · Jean Chevalier · Maurice Chevalier · Louis Cini · André Clément · Eugène Collet · Colombel · Raymond Comtet · Philippe Curtet · Maurice Demia · Raymond Denton · Maurice Dubois · Eugène Dubost · Roger Dur · Henri Durand · René Escoffier · Christian Finaly · Marcel Garden · Honoré Girolamy · René Golay · Roger Graver · Roger Grelounaud · Jean Grosclaude · Marcel Grummault · René Guillemot · Francis Herin · Alfred Innocent · Michel Jacquet · Pierre Jacquet · Paul Jubelin Paul · Marcel Kosperzack · Auguste Legodec · Jean Lemine · Paul Linsolas · Pierre Marini · Raymond Marmont · Raymond Massacrier · Eugène Mathys · Jean Mauget · René Merigneux · Alexis Mongin · Jacques Mulard · Raymond Mulard · André Murtier · Marcel Musset · René Niogret · Henri Orset · Georges Page · Roger Page · Aimé Parjoie · René Pechu · Élie Perret · Roger Perrin · René Plantier · André Plasse · Jean Pouillard · Roger Pradat · Jean-Pierre Prospero · Marcel Rendu · Marcel Rochas · Julien Roche · Marius Roche · Jean Rousse · Charles Sartory · Gabriel Sinardet · Roger Tanton · Pierre Thedenat · Jacques Therond · Jean Tisserand · Georges Tosi · Jean Vandeville · Georges Verdaud · Stéphane Vighetti · Raymond Vincent · Maurice Vuillard · Jean-Baptiste Zwenger

### Samenstelling van afdeling 3 van het Corlierkamp
Lucien Bellamy · Floriand Bonardi · Boulaie · Alexandre Chappaz · Jean Chauvin · Dante Campioli · Louis Debesse · Albert Doleatto · Lucien Fabre · André Fardel · Armand Faron · Henri Girard · Jean Jacquet · Georges Lazzarin · Raymond Legard · Marcel Lugand · Paul Maréchal · Hubert Mermet · Robert Montinoise · Neyraud · Francisque Norbert · René Nugues · Raymond Payan · Jean Planaises · Henri Prost · Robert Sordet · Gaston Zubiani · René Antoinet

### Samenstelling van de groep Spanjaarden (Corlierkamp)
François Jimenez · Joseph Lacayo · Hermenegildo Martinez · Molinez · Eustaquio Reinoso · Sobrino · Uroz (Jacquy)

## Herdenking

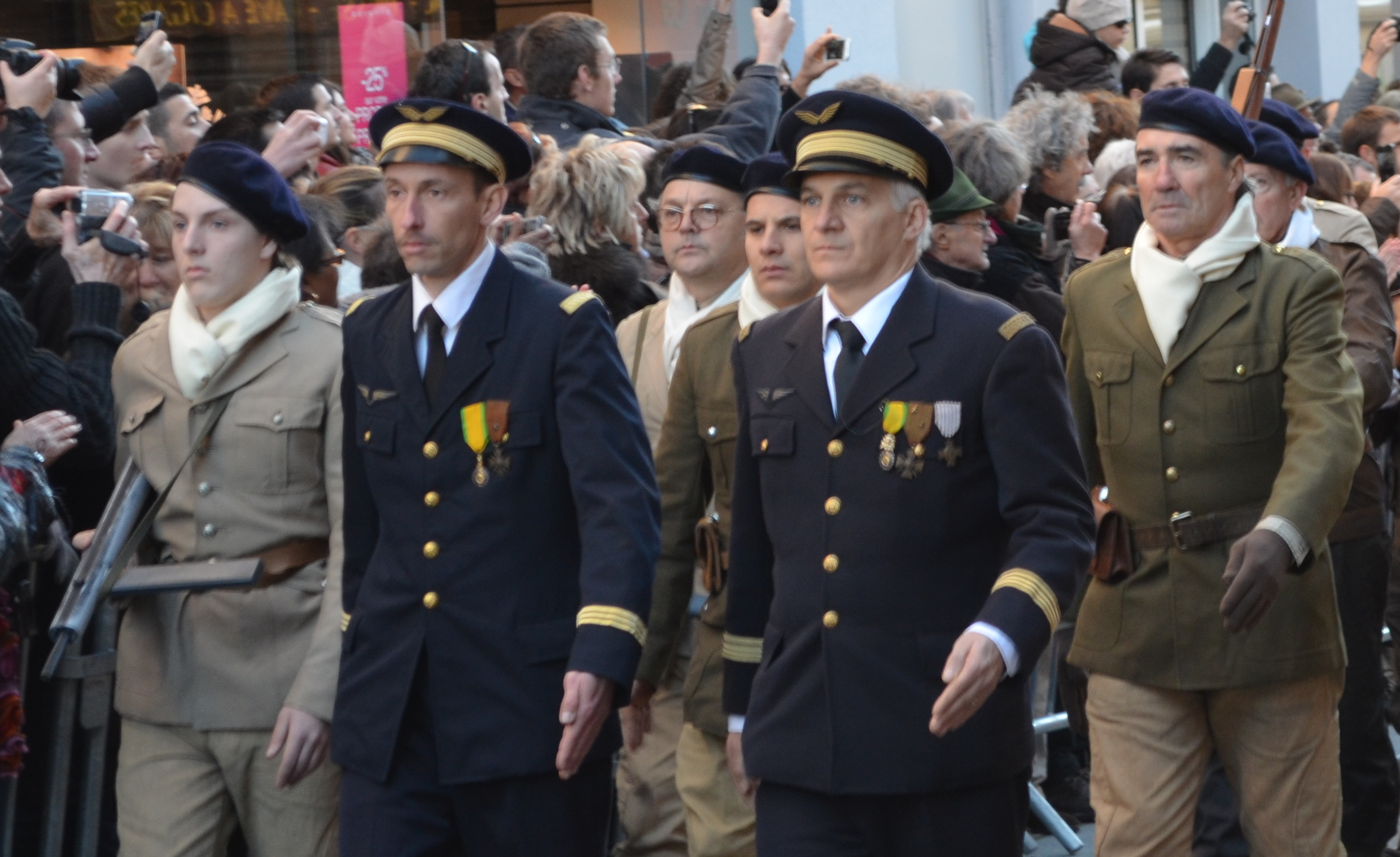
Acteurs spelen de rollen van Romans-Petit en Jaboulay in het kader van de zeventigste verjaardag van het defilé van 11 november.

- Als eerbetoon aan de optocht van 11 november 1943 werd in Oyonnax een monument opgericht genaamd ‘Géants en pierre'[vertaling 3], gemaakt door Charles Machet. Op 6 juni 1948 werd het beeld onthuld. Eronder ligt een onbekende verzetsstrijder begraven.
- Een plaquette aan de Rue de la Paix 10 herinnert aan het feit dat de familie Jeanjacquot onderdak verleende aan Henri Romans-Petit in november 1943.
- In Oyonnax zijn twee straten vernoemd naar burgemeester Paul Maréchal en zijn adjunct Sonthonnax (als represaille gedood door de Duitse bezetter).
- In aflevering 10 van seizoen 5 van de televisieserie Un village français, getiteld 'L’Alsace et la Lorraine' (11 november 1943), is een optocht in het stadje te zien. Deze scènes zijn grotendeels gebaseerd op waargebeurde feiten.

### Belangrijke herdenkingen
Traditioneel is Oyonnax op 11 november het toneel van herdenkingsceremonies, bijgewoond door hoogwaardigheidsbekleders.
- Voor het tienjarig jubileum gingen in 1953 Henri Romans-Petit en Alban Vistel en andere oud-verzetsstrijders voor in het defilé. Achter hen liepen onder anderen François Collaveri (prefect van de Ain) en parlementslid Daniel Mayer.
- In 1963, twintig jaar na het defilé, bracht Charles de Gaulle een bezoek aan Oyonnax; dit vond echter niet op de datum van 11 november plaats. De ceremonie zelf was overigens onderwerp van een discussie onder oud-verzetsstrijders. Deze draaide om de vraag of het opportuun was om de onderprefect Georges Dupoizat (oud-maquisard) uit te nodigen als afgevaardigde van de staat. Een aantal van hen was het namelijk niet eens met de vrijlating van de oorlogsmisdadigers Karl Oberg en Helmut Knochen in 1962.
- Als gevolg van conflicten tussen de oud-verzetsstrijders vonden er in 1973 twee herdenkingen plaats: een op 4 november in aanwezigheid van Jean-Pierre de Lassus en Henri Girousse, en een op 11 november met Henri Romans-Petit.
- Voor het veertigjarig jubileum in 1983 was François Mitterrand aanwezig bij de plechtigheid in Oyonnax, vergezeld van de ministers Charles Hernu en Louis Mermaz.
- In 1993 woonde generaal Alain de Boissieu, schoonzoon van generaal De Gaulle, de herdenkingsbijeenkomst bij.
- Minister van Defensie Michèle Alliot-Marie was in 2003 aanwezig op 11 november, samen met Marius Roche (afgevaardigde van Bourg-en-Bresse en deelnemer aan de optocht van 1943).
- Ter gelegenheid van de zeventigste verjaardag onthulde president François Hollande in 2013 een fresco ter herinnering aan het defilé van 1943. Ook bracht hij een eerbetoon aan de stad, zijn inwoners en aan de (vermeende) laatste nog in leven zijnde deelnemer aan de optocht, Marcel Lugand. Daarnaast werd een waarheidsgetrouwe reconstructie van het defilé opgevoerd door theatergezelschap Vox International Théâtre. In zijn toespraak richt Hollande zich tot Lugand: 'Marcel Lugand, vous êtes le dernier acteur de ce défilé de l'espoir, vous étiez le clairon, on vous entend encore. Qu'à travers vous, Marcel Lugand, au-delà de vous, soit saluée la Résistance'.[vertaling 4]

Naar later bleek waren er nog een of meerdere deelnemers van het defilé in leven op 11 november 2013, te weten André Clément, Armand Faron en misschien Hubert Reverchon.